# Административно деление на Ботсвана
Ботсвана е разделена на 9 области, като всяка от тях е разделена на подобласти.
Областите са:
1. Централна област
2. Област Ганзи
3. Област Кгалагади
4. Област Кгатленг
5. Област Куененг
6. Североизточна област
7. Северозападна област
8. Югоизточна област
9. Южна област